# 顛倒勾氏介
顛倒勾氏介（学名：Gouiecythere inversa）为彎貝介科勾氏介屬下的一个种。